# Вестовой (фрегат, 1822)
Вестово́й — парусный фрегат 44-пушечного ранга. Тип «Спешный». Заложен в 1821 году на Соломбальской верфи. Строитель A. M. Курочкин. Спущен 12 мая 1822 года, вошёл в состав Балтийского флота.

## Основные характеристики
- Водоизмещение = около 1950 тонн[1];
- Длина по верхней палубе = 48,6 м[1];
- Ширина по мидель-шпангоуту = 12,7 м[1];
- Осадка = 3,9 м[1];
- Арт. вооружение = 44 ор.[1]. (24-фн — по штату[2]);
- Экипаж = 340/430 человек[1].

## Служба
- В 1822 в составе отряда перешел из Архангельска в Кронштадт.
- В 1823 находился в Кронштадтском порту.
- В 1824 в составе эскадры адмирала Р. В. Кроуна ходил в практическое плавание до о-ва Исландия. Затем эскадра пошла на юг и, обогнув с запада о-в Великобритания, вошла в пр-в Ла-Манш и далее через Северное море и Датские проливы вернулась в Кронштадт.
- 7 ноября 1824 во время наводнения фрегат стоял в Военной гавани, был сорван с якоря и отнесен на отмель у Северной стенки. Снят с отмели 8 ноября.
- В 1825 с эскадрой находился в практическом плавании в Балтийском море.
- В 1826 в составе эскадры адмирала Р. В. Кроуна ходил в практическое плавание в Северное море до Доггер-банки.
- 22 мая 1827 «Вестовой» в составе эскадры адмирала Д. Н. Сенявина вышел на Кронштадтский рейд, 2 июня 1827 участвовал в Императорском смотре. Остался на рейде после ухода эскадры.
- 18 июня 1827 вышел в море и должен был в составе эскадры контр-адмирала графа Л. П. Гейдена следовать в Средиземное море, но 3 июля 1827 по пути в Ревель из-за ошибки в счислении сел на камни банки Девельсей (Курадимуна). Не смог с неё сняться.
- 6 июля 1827 был разбит волнами. Экипаж был спасен[1].

## Командиры
Командирами фрегата «Вестовой» в разное время служили:
- Г. П. Борисов (1822 год);
- А. И. Тихменев (1823—1824 годы);
- Е. Е. Куличкин (1825 год);
- П. А. Дохтуров (1826 год);
- П. Б. Домогацкий (1827 год).